# Кубок Іспанії з футболу 1937
Кубок Іспанії з футболу 1937 — розіграш кубкового футбольного турніру в Іспанії, який був проведений у Республіканській області під час громадянської війни в Іспанії. Змагання також носило назву Кубок Вільної Іспанії та вважлось неофіційним розіграшом Кубка Іспанії. Титул вперше здобув Леванте. 

## Груповий раунд
Матчі проходили з 6 червня до 15 липня 1937 року.
| М  | Команда   | І | В | Н | П | МЗ | МП | РМ | О  |
| -- | --------- | - | - | - | - | -- | -- | -- | -- |
| 1. | Леванте   | 6 | 3 | 2 | 1 | 18 | 9  | +9 | 11 |
| 2. | Валенсія  | 6 | 2 | 2 | 2 | 12 | 13 | −1 | 8  |
| 3. | Еспаньйол | 6 | 3 | 0 | 3 | 12 | 16 | −4 | 9  |
| 4. | Жирона    | 6 | 0 | 4 | 2 | 11 | 15 | −4 | 4  |

Результати
| Команда   | ЛЕВ | ВАЛ | ЕСП | ЖИР |
| --------- | --- | --- | --- | --- |
| Леванте   |     | 5:2 | 4:1 | 2:2 |
| Валенсія  | 0:4 |     | 5:1 | 2:2 |
| Еспаньйол | 2:1 | 0:2 |     | 6:3 |
| Жирона    | 2:2 | 1:1 | 1:2 |     |

## Фінал
| 18 липня 1937 |

| Леванте   | 1:0      | Валенсія |
| --------- | -------- | -------- |
| Ньєто 78' | Протокол |          |

| Саррія, Барселона Арбітр: Мануель Меналь |